# John Ferguson (Politiker)
John Ferguson (* vor 1815; † 1832) war ein US-amerikanischer Politiker. Im Jahr 1815 war er Bürgermeister von New York City.

## Leben
Die Quellenlage über John Ferguson ist schlecht. Sicher ist, dass er zumindest zeitweise in New York City lebte und politisch ein Gegner von DeWitt Clinton war. Außerdem war er führendes Mitglied der Gesellschaft von Tammany Hall. Im Jahr 1815 wurde er vom Council of Appointment zum Bürgermeister der Stadt New York gewählt. Dieses Amt bekleidete er für drei Monate zwischen März und Juni jenes Jahres. Das Stadtgebiet von New York erstreckte sich bis 1898 im Wesentlichen auf den heutigen Stadtteil Manhattan. Einige Historiker gehen davon aus, dass Ferguson von Anfang an nicht die Absicht hatte, das Amt des Bürgermeisters für länger auszuüben. Er war vielmehr am höher dotierten Posten des Aufsehers über den New Yorker Hafen interessiert, das er dann auch einnahm. Das Amt des Bürgermeisters fiel dann an Jacob Radcliff, der es bereits von 1810 bis 1811 innehatte. Danach verliert sich die Spur von Ferguson wieder.